# قهرمانان و خائنان (مجموعه تلویزیونی)
قهرمانان و خائنان (به انگلیسی: Heroes and Villains) ۲۰۰۷–۲۰۰۸ یک سریال مستند درام ساخته تلویزیون بی‌بی‌سی است. این سریال به دنبال لحظات کلیدی در زندگی و شهرت برخی از بزرگ‌ترین رزمندگان تاریخ است. هر قسمت یک ساعته شامل یک داستان در مورد اشخاص مختلف تاریخی، از جمله ناپلئون بناپارت، آتیلا، اسپارتاکوس، ارنان کورتس، ریچارد یکم (انگلستان) و توکوگاوا ایه‌یاسو است.